# Robert Preyer
Robert Preyer (* 26. November 1930 in Brüssel; † 29. Dezember 2014 in Rettert) war ein deutscher Maler und Grafiker.

## Leben
Preyer wurde 1930 in Belgien geboren, 1944 erfolgte seine Übersiedelung nach Lauterbach in Hessen. 1951 begann er ein Studium der Malerei am Städel. Preyer war Schüler von Wilhelm Heise, Georg Meistermann und Meisterschüler von Heinz Battke. Im Jahr 1962 war er Stipendiat der Villa Massimo, Rom.
Zwischen 1964 und 1967 nahm Preyer eine Lehrtätigkeit an der Werkkunstschule Darmstadt wahr, wo er 1964 auch Mitglied der Neuen Darmstädter Sezession wurde. In den Jahren 1968 bis 1988 war er Leiter der Klasse für Malerei an der Werkkunstschule Wiesbaden und Professor an der Fachhochschule Wiesbaden.
Er lebte und arbeitete in Rettert im Taunus und auf der Insel Chios in Griechenland.
2017 ehrte das Kunsthaus Wiesbaden Robert Preyer mit der Ausstellung Hommage an Robert Preyer. Eine Ausstellung mit Werken des Malers und sechs seiner ehemaligen Schüler: Heidi Bastian, Michael Post, Eberhard Riedel, Hajo Sternhardt, Birgitta Weiss, Hans Zitko. Die Ausstellung wurde von dem Künstler und Kurator Michael Post kuratiert, der auch einen Text in dem zur Ausstellung erschienenen Katalog erstellte.

## Werk
Preyer begann am Städel mit großformatigen abstrakten Farb-Lithografien in gestisch-expressiver Bildsprache, aus der heraus er seine Malerei entwickelte. In den 1970er Jahren erarbeitete er eine Reihe von geometrischen Kompositionen. Ab den 1980er Jahren bestimmen zunehmend Eindrücke von der griech. Insel Chios sein Œuvre. Die Landschaft, das Licht und die Farben Griechenlands wurden bestimmend für sein Werk.  Preyer malte farbintensive, stark abstrahierte Landschaften. Dabei arbeitete er vor allem mit strukturgebenden Linien und Flächen, die er durch Ritzen und Schaben in die noch feuchte und aus mehreren Schichten bestehende Farbe brachte. Bildgebende Elemente sind Alltagselemente in reduzierten Formen in teilweise ornamentalen Wiederholungen.
Mehrfach illustrierte der Künstler auch Bücher, darunter 1975 und 1994 in Zusammenarbeit mit dem Lyriker Dieter Hoffmann zwei Künstlerbücher mit Originalgrafiken.

## Auszeichnungen
- 1954: Martin-Leißner-Preis[2]

## Ausstellungen (Auswahl)

### Einzelausstellungen
- 1994: Saarländisches Künstlerhaus, Saarbrücken
- 2010: Rathaus Wiesbaden

### Gruppenausstellungen
- 1958: Triennale Grenchen
- 1958: Internationale Biennial of Contemporary Color Lithography, Cincinnati Art Museum, Ohio
- 2017: Hommage an Robert Preyer, Kunsthalle Wiesbaden